# Nigar Marf
Nigar Marf (nascida em 1972, no Iraque) é uma enfermeira iraquiana, chefe da unidade de queimados de um hospital na cidade de Sileimânia, no Curdistão iraquiano, região autônoma do Iraque. Foi indicada como uma das 100 mulheres mais inspiradoras de 2022, pela BBC.

## Trabalho e ativismo
Nigar Marf tem mais de duas décadas de experiência com tratamento de queimaduras, tanto em unidades de tratamentos intensivos (UTI) como na ala pediátrica (cuidando de crianças). Ele também tratou muitas mulheres que tentaram se imolar colocando fogo em si mesmas; uma prática ainda comum no Iraque. Essas pacientes buscam o suicídio após sofrerem violência doméstica, com quadros clínicos de abuso psicológico e físico. Segundo Nigar, "A parte mais difícil do meu trabalho é quando enfrento mulheres que são forçadas a mentir sobre a causa de suas queimaduras porque estão sendo ameaçadas de morte por seus maridos ou familiares".

## Autoimolação
Autoimolação é o ato de se autossacrificar em prol de algo maior como protesto ou martírio, normalmente ateando fogo no próprio corpo.
No hinduísmo e xintoísmo, a autoimolação de maneira ritual é tolerada, como forma de devoção, protesto ou renúncia. Na Índia, ocorria a prática do chamado sati ou sattee, onde viúvas de certas etnias atiravam-se à fogueira da pira crematória de seus finados esposos. O governo indiano baniu o ritual em 1829, mas algumas mulheres da zona rural ainda o praticam.
Casos notáveis incluem o monge vietnamita Thích Quảng Đức, que se autoimolou em 1963 contra a política religiosa do governo de Ngo Dinh Diem, e o tunisiano Mohamed Bouazizi, que, ao se incendiar em protesto às condições econômicas de seu país em 2010, inspirou a revolução de Jasmim e levou muitos a praticarem a autoimolação nas revoltas da Primavera Árabe.
No Iraque, país de Nigar Marf, a autoimolação é um ato de desespero de mulheres que sofrem abusos psicológicos e físicos durante anos, mesmo décadas. O longo histórico de problemas com seus maridos, pais ou sogros faz com que essas mulheres recorram ao suicídio como forma para escapar disso. Então elas colocam fogo em si mesmas. Nigar Marf aponta que

O caso mais assustador que tratei foi o de uma mulher que derramou óleo sobre si mesma em meio a uma briga séria com o marido após sofrer opressão e, em um momento de desespero, ateou fogo no próprio corpo. O tempo todo, ele apenas ficou rindo e filmando enquanto o corpo dela ardia em chamas até que seus vizinhos vieram para ajudar e a envolveram em um cobertor. Ela sofreu queimaduras de terceiro grau no rosto, pescoço, tórax e pernas. Foi cruel; suas cicatrizes e gritos me assombrarão para sempre.
Infelizmente, entre as mulheres da etnia curda, "a prática brutal de autoimolação tornou-se assustadoramente comum, e a taxa de mortalidade entre esses tipos de vítimas de queimaduras é extremamente alta". Às vezes, as mulheres curdas são incendiadas pelos próprios homens em suas vidas (maridos, pais, sogros...) sob pretextos de honra. Segundo o site Memo,

Em todo o Iraque, a violência baseada em gênero aumentou 125%, para mais de 22.000 casos entre 2020 e 2021, de acordo com a agência infantil das Nações Unidas (ONU), UNICEF, que também apontou: "Um aumento preocupante de depressão e suicídio entre mulheres e meninas ."
As poucas mulheres que sobrevivem a este ato de desespero carregam cicatrizes em seus rostos e corpos e têm mais este trauma psicológico as afetando para o resto de suas vidas. É preciso prover tratamento não só físico, mas também psicológico para essas mulheres.

## Reconhecimento
Por seu compromisso com as sobreviventes e por levantar sua voz contra a crescente violência de gênero no Iraque, a BBC britânica incluiu Nigar Marf na lista das 100 mulheres mais inspiradoras e influentes do mundo de 2022. A enfermeira foi parabenizada pela primeira-dama do Iraque, Shanaz Ibrahim Ahmed, que também agradeceu à BBC por reconhecer o valor das mulheres da etnia curda.